# Topaz Lake (Nevada)
Topaz Lake è un census-designated place (CDP) degli Stati Uniti d'America, situato nello stato del Nevada, nella contea di Douglas.